# マテウス・アントニオ・ソウザ・ドス・サントス
マテウス・パト（Matheus Pato）ことマテウス・アントニオ・ソウザ・ドス・サントス（ポルトガル語: Matheus Antonio Souza dos Santos、1995年6月8日 - ）は、ブラジルのサッカー選手。ポジションはFW。
Kリーグ時代の登録名はパトゥ（ハングル: 파투）。

## クラブ歴
フルミネンセFCの下部組織出身。2016年夏に提携先のFC ŠTK1914シャモリーンに期限付き移籍し、選手初出場を記録した。その後、トゥピFCを経て再びシャモリーンに期限付き移籍した。2019年にクイアバECに期限付き移籍すると、その後Kリーグ2の大田ハナシチズンに期限付き移籍した。2020年はフルミネンシに戻ったが、カンピオナート・カリオカで1試合に出場したのみで、トップチームでの戦力にならなかった。
2021年に大田ハナシチズンに完全移籍したが、1年で退団した。
2022年夏、無所属からボルネオFCサマリンダに加入。同シーズンのリーガ1で35試合28得点を記録し得点王に輝いた。
翌シーズンに中国サッカー・スーパーリーグの山東泰山足球倶楽部に完全移籍した。AFCチャンピオンズリーグ2023/24 グループリーグのカヤFC戦で国際大会初得点を記録した。

## タイトル
個人
- インドネシア・プレジデンツカップ 得点王: 2022[5]
- リーガ1 得点王: 2022-23[6]
- リーガ1 Best Goal: 2022-23[6]
- リーガ1 Team of the Season: 2022-23[6]